# Базиліка Святого Сімейства (Ченстохова)
Базиліка Святого Сімейства (Bazylika Świętej Rodziny) в Ченстохові — кафедральний храм Ченстоховської архідієцезії римо-католицької церкви в Польщі. Одна з найбільших неоготичних споруд Європи — висота її двох веж сягає 80 м.

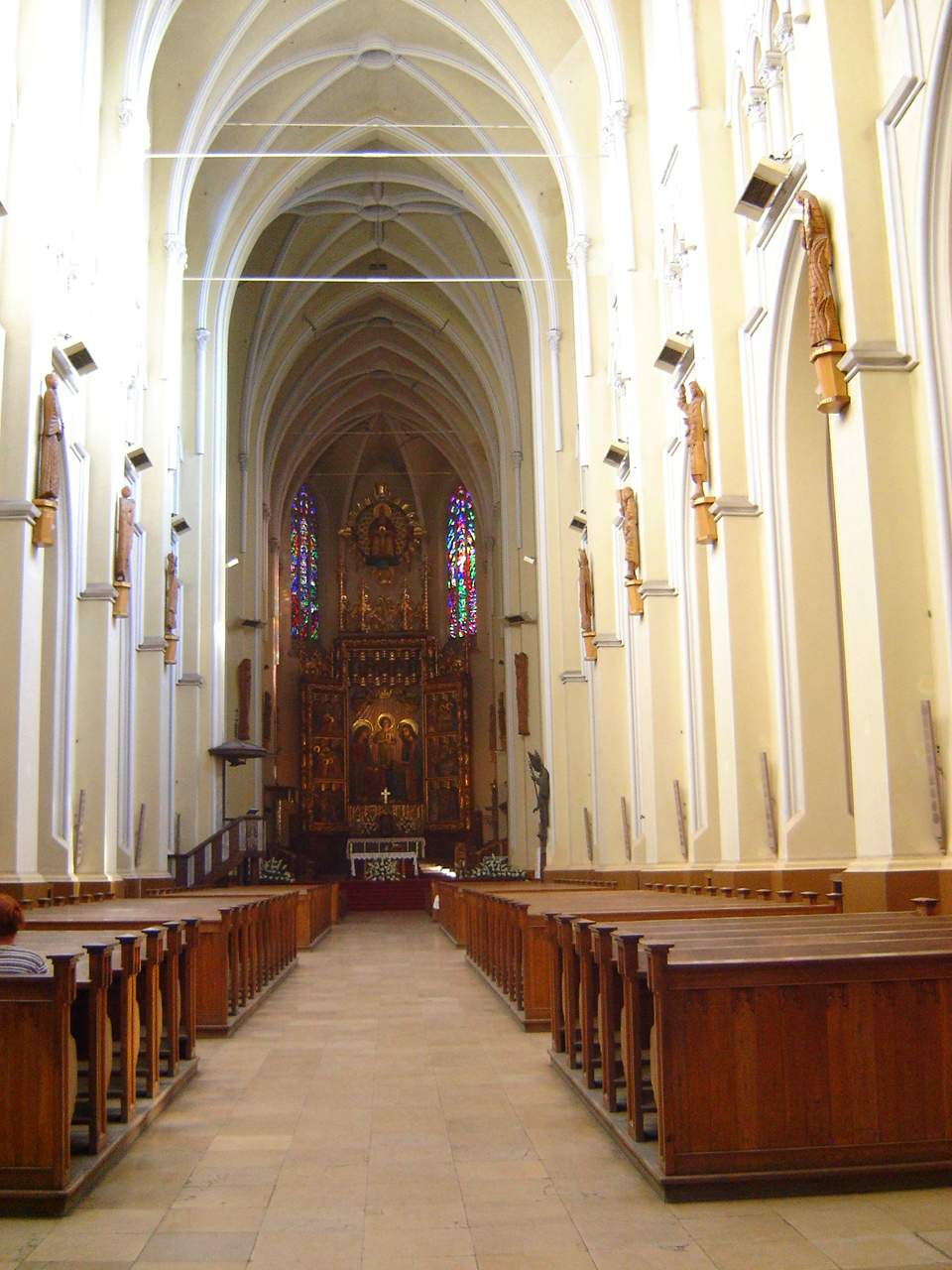
Базиліка Святого Сімейства в Ченстохові. Всередині

Збудована у 1901—1927 роках. 1925 року з утворенням Ченстоховської дієцезії храм було зведено у ранг кафедрального. 1962 отримала статус малої базиліки, 1992 року з утворенням архідієцезії, кафедра була піднесена до рангу архікафедри.